# خودروی هوایی دو نیرو ایرلندر ۱۰
خودروی هوایی دو نیرو اچ‌ای‌وی ۳۰۴ ایرلندر ۱۰ (انگلیسی: Hybrid Air Vehicles HAV 304 Airlander 10) یک کشتی هوایی دو نیرو بریتانیایی است که به دست کارخانه هیبرید ایر ویکل ساخته شده‌است. این کشتی هوایی که با بال کمکی و دم‌های روی بدنه تجهیز شده با استفاده از آیرودینامیک و آیرواستاتیک پرواز می‌کند. ایرلندر ۱۰ بزرگ‌ترین وسیله نقلیه هوایی در جهان به‌شمار می‌رود.
HAV 304 در اصل برای برنامه وسیله نقلیه چندگانه استقامت طولانی ارتش ایالات متحده (LEMV) ساخته شد. اولین پرواز آن در سال ۲۰۱۲ در لیک هرست، نیوجرسی، در ایالات متحده انجام شد. در سال ۲۰۱۳، پروژه LEMV توسط ارتش ایالات متحده لغو شد.

## توسعه

### HAV 304 و نیاز به LEMV
در طول دهه ۱۹۹۰، شرکت خودروهای هوایی هیبریدی (HAV) مستقر در بریتانیا با شرکت هوافضا و دفاعی ایالات متحده Northrop Grumman برای ترویج این نوع در بازارهای دفاعی، به ویژه در ایالات متحده، شراکتی را تشکیل داد.
پس از نمایش موفقیت‌آمیز نمایشگر در مقیاس کوچک HAV-3، و با شرکت نورث روپ گرومن به عنوان پیشنهاد دهنده اصلی، مفهوم کشتی هوایی هیبریدی برای پروژه خودروی هوشمند چندگانه با استقامت طولانی ایالات متحده (LEMV) پذیرفته شد، در اولویت نسبت به لاکهید مارتین P-791 که نیز ارسال شده بود.

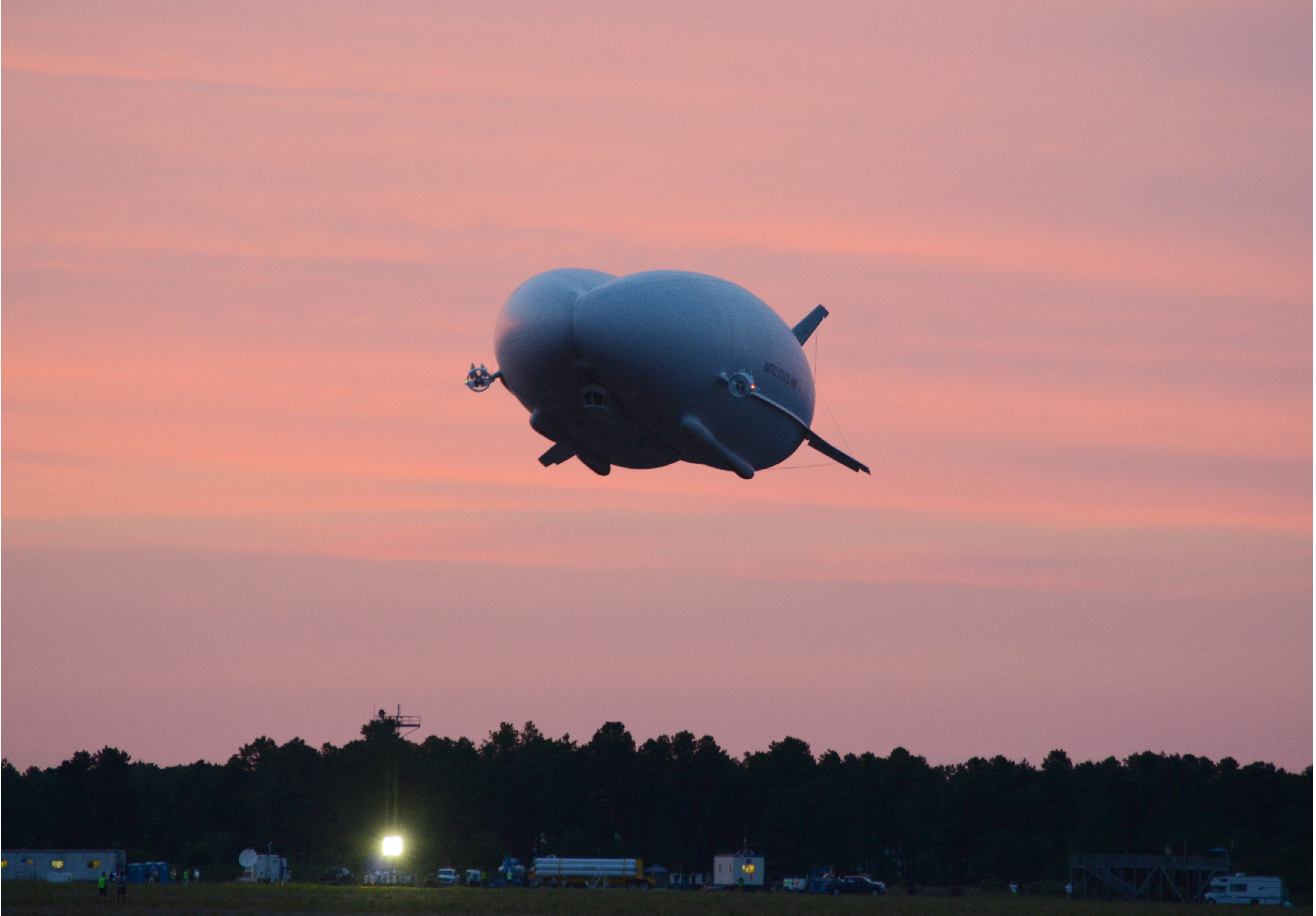
HAV 304 در حال پرواز، آگوست ۲۰۱۲

### نیازمندی‌های عملیاتی
الزامات شامل قابلیت کار در شش کیلومتر (۲۰۰۰۰ فوت) بالاتر از سطح دریای آزاد، شعاع عمل ۳۰۰۰ کیلومتر (۱۹۰۰ مایل) و در دسترس بودن ۲۱ روز در ایستگاه، تأمین حداکثر ۱۶ کیلووات برق برای بار، مستقل از باند باشد و چندین سنسور مختلف را همزمان حمل کند.
طبق گفته ارتش ایالات متحده، LEMV یک پلت فرم چند مأموریتی قابل بازیافت و قابل استفاده مجدد بود. می‌توانست برای پشتیبانی از عملیات مدار زمین ایستا گسترده از مکان‌های سخت و با قابلیت فرمان و کنترل فراتر از خط دید باشد.
نمونه اولیه توسعه به عنوان HAV 304 پدیدار شد، یک کشتی هوایی پر از هلیوم با بدنه‌های دوقلو به هم پیوسته که ظرفیت کلی داخلی آن ۳۸۰۰۰ متر مکعب (۱۳۰۰۰۰۰ فوت مکعب) بود.
با طول کلی ۹۱ متر (۲۹۹ فوت)، کشتی هوایی طولانی‌تر از هر رقیب معاصر بود.[۱۴] با این حال، چندین کشتی هوایی اواسط قرن بیستم طولانی‌تر بودند: برای مثال کشتی‌های هوایی کلاس هندنبورگ آلمان ۲۴۵ متر (۸۰۴ فوت) طول داشتند. «بزرگ‌ترین» کشتی هوایی غیر صلب، کشتی هوایی هشدار زودهنگام نظامی نیروی دریایی ایالات متحده متعلق به دوران بلیمپ کلاس ان در دهه ۱۹۵۰، طولانی‌تر در ۱۲۳ متر (۴۰۴ فوت) و ظرفیت بزرگتر با ۴۲۴۵۰ متر مکعب (۱۴۹۹۰۰۰ فوت مکعب) بود.
از نظر عملیاتی، LEMV در نظر گرفته شده بود که به‌طور معمول به صورت مستقل یا به عنوان یک هواپیمای کنترل از راه دور (پهپاد) پرواز کند؛ برای حمل و نقل به سالن‌های عملیات یا در فضای عادی غیرنظامی، کشتی هوایی می‌تواند توسط اپراتورهای داخل هواپیما نیز به پرواز درآید.بر اساس پیش‌بینی‌های نورتروپ، یک LEMV می‌تواند کار معادل ۱۵ هواپیمای بال ثابت (پهپاد ارتفاع متوسط مدت بالا) در ارتفاع متوسط را فراهم کند.
در نظر گرفته شده بود که LEMV قادر به انجام نقش‌های متنوعی از جمله قابلیت‌های ISR (اطلاعات، نظارت و شناسایی)، ارتباطات فراتر از خط دید و جمع‌آوری اطلاعات سیگنال‌ها (شنود الکترونیک) باشد.
این سیستم با مراکز فرماندهی ایستگاه زمینی موجود و تجهیزات مورد استفاده توسط نیروهای زمینی در پایگاه‌های عملیاتی رو به جلو، ادغام می‌شود و داده‌های خود را در دسترس کاربران و تحلیلگران متعدد قرار می‌دهد و کمبود اطلاعات را در طول عملیات کاهش می‌دهد.
LEMV می‌تواند مانند یک هلیکوپتر از پایگاه‌های کوچک رو به جلو عمل کند. انتظار می‌رفت هزینه عملیاتی و استقامت آن بهتر از سایر گزینه‌های نظارت باشد.
کشتی هوایی می‌تواند به‌عنوان یک رله ارتباطی ثابت عمل کند و تضمین کند که گروه‌هایی از سربازان در مناطق کوهستانی هرگز ارتباط خود را با یکدیگر از دست نخواهند داد، حتی اگر خط دید مستقیمی با یکدیگر نداشته باشند.[7] LEMV می‌توانست کاروان‌های مهم، جاده‌های کلیدی، یا زیرساخت‌های کلیدی دیگر را به عنوان اسکورت نیمه‌دائمی نظارت کند، منطقه شهری مورد علاقه را برای آماده شدن برای نبردهای بزرگ یا اعمال امنیت، نظارت کند، یا بر بستن نقاط چوک‌پشت مرزی تمرکز کند.

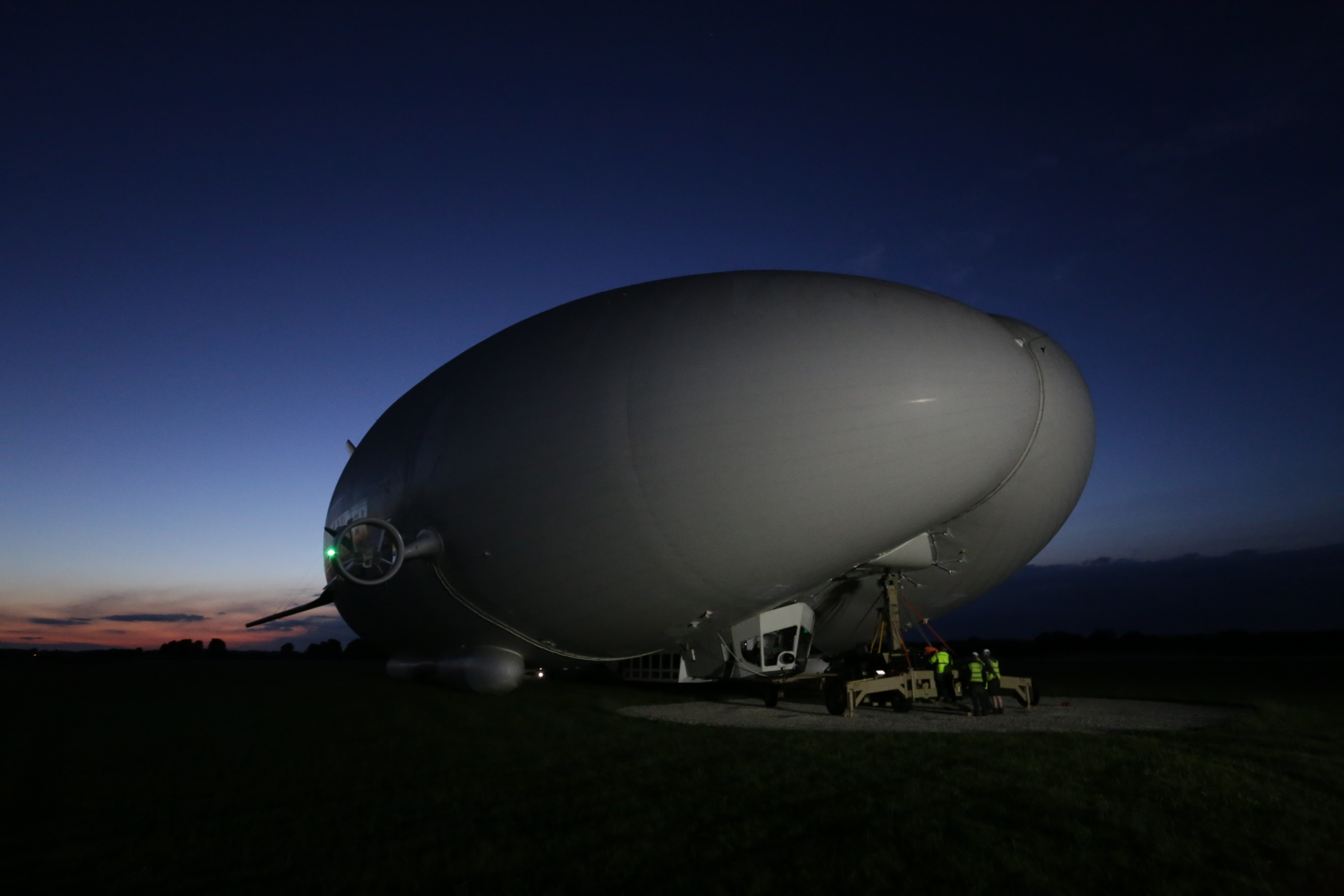
ایرلندر ۱۰ روی زمین، آگوست ۲۰۱۶

### تبدیل ایرلندر ۱۰
پس از لغو پروژه LEMV, HAV 304 تخلیه شده توسط HAV دوباره خریداری شد، به بریتانیا بازگشت و در فرودگاه کاردینگتون نگهداری شد.در آنجا دوباره مونتاژ شد، بازسازی شد و برای نقشی کلی تر اصلاح شد. بر این اساس، این هواپیما دیگر نمونه ای از طراحی HAV 304 نبود و در عوض در نمونه اولیه Airlander 10 بازسازی شد. تحت مالکیت HAV، نام مستعار خود را The Flying Bum به دست آورد. Airlander 10 عمدتاً برای استفاده غیرنظامی طراحی شده‌است. با این حال، می‌تواند مانند HAV 304 برای نقش‌های دفاعی متنوعی نصب شود.

## طراحی

### بررسی اجمالی
HAV 304 / Airlander 10 یک کشتی هوایی هیبریدی است که از طریق نیروهای آئرواستاتیک (استاتیک گازها) و آیرودینامیک قادر به بالا رفتن و در نتیجه پرواز است.
برخلاف اکثر طرح‌های کشتی هوایی، این کشتی دارای مقطع دایره‌ای نیست، زیرا شکلی بیضوی با بدنه منحنی و مسطح دارد. این شکل دهی عمدی است به طوری که به عنوان یک بدنه بالابر عمل می‌کند و در زمانی که کشتی هوایی در حرکت رو به جلو است به بالا بردن آیرودینامیکی کمک می‌کند.
شناوری نیز توسط هلیوم موجود در داخل پاکت ایجاد می‌شود، فشاری که از آن شکل منحصر به فرد کشتی هوایی را حفظ می‌کند، بین ۶۰ تا ۸۰ درصد وزن هواپیما توسط هلیوم سبک‌تر از هوا پشتیبانی می‌شود.
Airlander 10 مجهز به مجموعه ای از اسکیدهای پنوماتیکی است که به گونه ای طراحی شده‌اند که به کشتی هوایی اجازه فرود و بلند شدن از زمین‌های مختلف و همچنین از آب می‌دهند.
هواپیمای Airlander 10 می‌تواند به مدت پنج روز در حالت خدمه و بیش از دو هفته در حالت بدون سرنشین در ارتفاع بماند. این نوع پتانسیل برای کاربردهای مختلف مدنی و نظامی داشت؛ اینها شامل اهداف حمل و نقل، انجام نظارت هوایی، عمل به عنوان یک رله ارتباطی، پشتیبانی از عملیات امداد رسانی در بلایا، و خدمات مختلف مسافری مانند پروازهای تفریحی و وظایف VIP (بخش ویژه) لوکس است. بسیاری از این وظایف می‌تواند شامل پیکربندی‌های مختلف ماژول مأموریت کشتی هوایی متناسب با آن باشد. نورتروپ همچنین گفت که LEMV می‌تواند به عنوان یک هواپیمای باری مورد استفاده قرار گیرد، و ادعا کرد که شناوری کافی برای حمل ۷ تن (۷۰۰۰ کیلوگرم؛ ۱۵۰۰۰ پوند) محموله ۳۹۰۰ کیلومتر (۲۴۰۰ مایل) با سرعت ۵۰ کیلومتر در ساعت (۳۰ مایل در ساعت) دارد). به گفته HAV، این طراحی به اپراتورها اجازه می‌دهد تا از بین مبادلات بین ظرفیت تحمل و بار، حداکثر تا ۱۴۰۰۰ کیلوگرم (۳۰۰۰۰ پوند) محموله را انتخاب کنند.

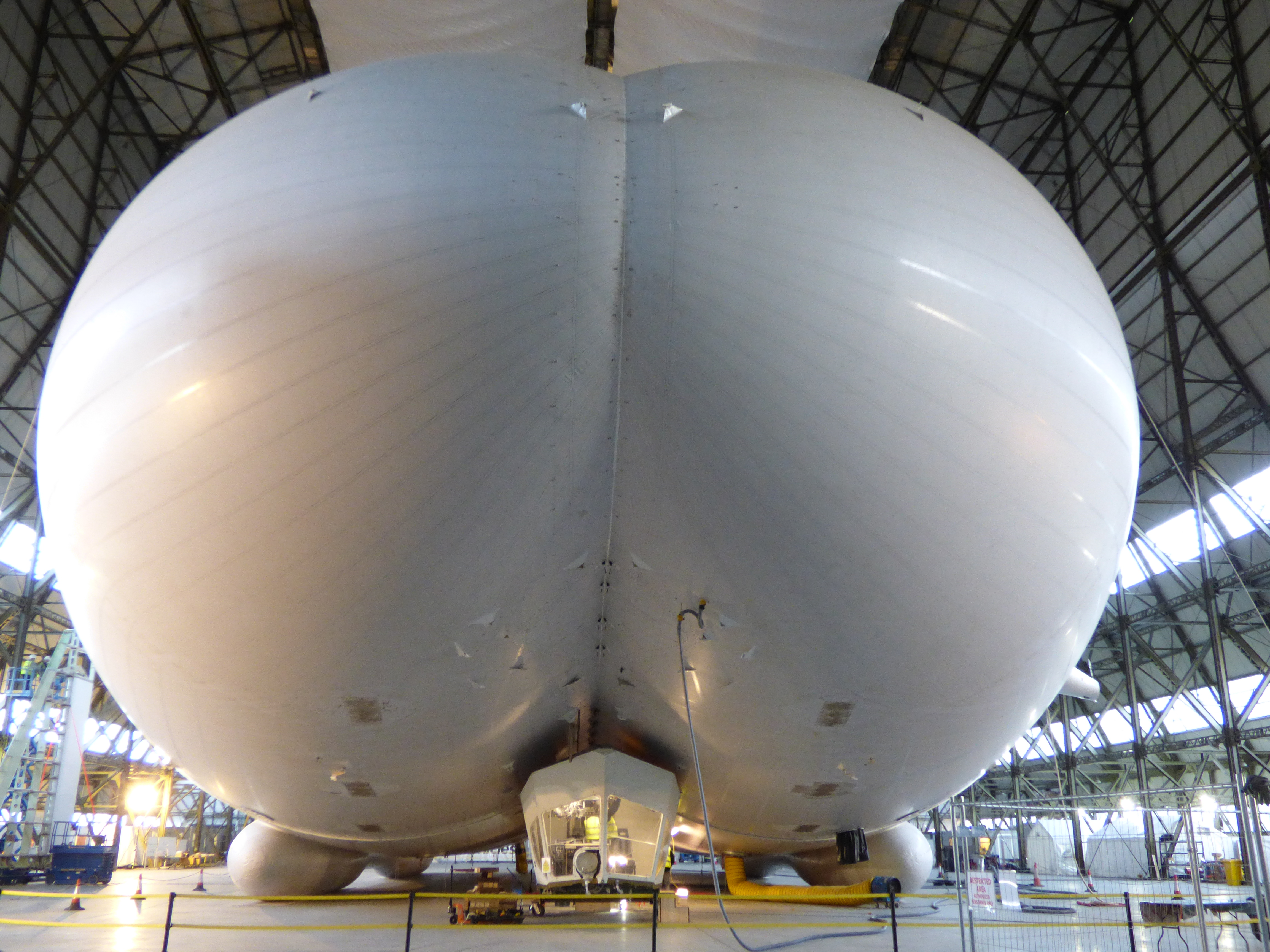
Airlander 10 در Hangar One در فرودگاه Cardington، ژانویه ۲۰۱۶

### عرشه پرواز و کنترل
Airlander 10 دارای یک عرشه پرواز بزرگ با چهار پنجره بزرگ از کف تا سقف است که سطح بالایی از دید خارجی را فراهم می‌کند. در حالی که در ابتدا تصور می‌شد کشتی هوایی بدون سرنشین باشد، HAV یک رویکرد خلبانی اختیاری را در نتیجه علاقه مشتری به چنین عملیاتی اتخاذ کرد. در سال ۲۰۱۵، موقعیت‌هایی برای یک خلبان و یک ناظر در Airlander 10 نصب شد؛ HAV قصد دارد یک پیکربندی خلبان دوقلو را همراه با شیوع بیشتر کنترل‌ها و ابزار دقیق کابین شیشه‌ای خلبان در آینده اتخاذ کند.